# Leonard Roelvink

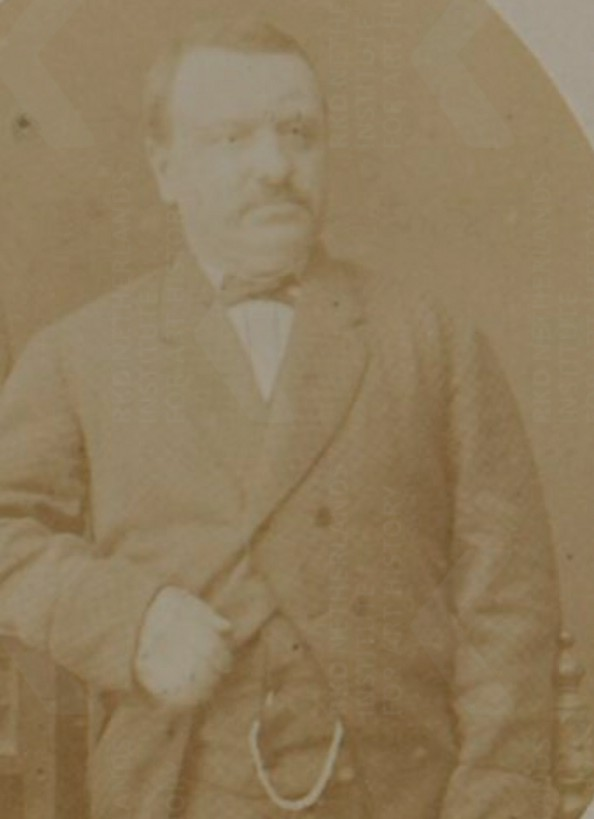
Burgemeester L. Roelvink (ca. 1878)

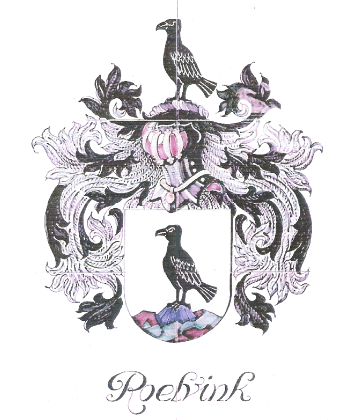
Familiewapen van de Roelvinks

Leonard Roelvink (Bredevoort, 1833 - Bredevoort, 3 maart 1886) was burgemeester van de Gemeente Aalten.

## Biografie
Hij werd in 1833 geboren als een zoon van Arnoldus Florentinus Roelvink en Elsabe Maria Theodora ten Cate. Hij trouwde op 14 november 1870 te Winterswijk met Christine Paschen (Winterswijk, 1848 - Winterswijk, 11 februari 1916). Zij was een dochter van Herman Hendrik Paschen en Maria Geertruid Willink.
Van zijn hand verscheen in 1857 een Theses juridicae inaugurales bij de uitgeverij Post Uiterweer te Utrecht.
In 1861 volgde hij zijn vader op als burgemeester van de gemeente Aalten.